# 川善屋 (スーパーマーケット)
株式会社川善屋（かわぜんや、英: KAWAZENYA CO.,LTD.）は青森県に存在するスーパーマーケットである。
なお、現在は店舗運営を弘前市のスーパーマーケット・株式会社佐藤長に移管したが、会社法人そのものは存在する。

## 概要
つがる市木造（旧：西津軽郡木造町）にある川善屋が小売店を設立したのが始まり。2003年に青森市富田にあった亀屋みなみチェーンの店舗を譲受して2店舗体制となった。
購入商品の鮮度に不満がある場合、商品の交換や返金に応じる旨のコマーシャルソングが青森県内のテレビ局で頻繁に放映されていた他、青森放送「きんこれ」、青森テレビ「おしゃべりハウス」などでお買い得商品の紹介を行うコーナーが放送されていた。
2018年10月、スーパーマーケット事業を「佐藤長」に譲渡した。なお、一部の店舗建物管理は「川善屋」の担当となっている。

## 沿革
- 2003年（平成15年） - 青森市の亀屋みなみチェーンの相野店を継承して「パワフルかわぜん 青森富田店」として開店した。
- 2010年（平成22年） - 全店舗を「フレッシュフードマーケット ルミエール」に改装して開店した。
- 2013年（平成25年） - 弘前市の商業施設・ヒロロ地下1階に「フレッシュフードマーケットルミエール ヒロロ店」として開店した。
- 2015年（平成27年）11月 - 平川市のコープあおもり平賀店の跡に「フレッシュフードマーケットルミエール 平賀店」として開店した。
- 2018年（平成30年）
  - 7月 - 「ヒロロ店」が閉店[1]。
  - 10月 - 株式会社佐藤長と業務提携。店舗運営業務を移管した。木造店・平賀店・青森富田店の運営を弘前市のスーパーマーケット「佐藤長（さとちょう）」に譲渡した[2]。
- 2019年（平成31年 / 令和元年）
  - 3月 - 木造店・平賀店の運営を「佐藤長」に譲渡し、「さとちょう木造店」「さとちょう平賀駅前店」として開店した。
  - 10月
    - 青森富田店の運営を「佐藤長」に譲渡し、「さとちょう青森富田店」として開店した。
    - 佐藤長に譲渡したさとちょうグループ平賀駅前店を改装し、「さとちょう平賀駅前店」として再開店した。
- 2021年（令和3年）7月 - 佐藤長に譲渡したさとちょうグループ木造店を改装し、「さとちょう木造店」として再開店した。

## 店舗一覧
現在はいずれも、「さとちょう」の運営となっている。
- つがる市 - 木造店（現：さとちょう 木造店）
  - 青森県つがる市木造若緑27-3（2019年2月閉店。2019年3月佐藤長運営。）
- 青森市 - 青森富田店（現：さとちょう 青森富田店）
  - 青森県青森市富田3丁目6-8（2019年9月閉店。2019年10月佐藤長運営。）
- 弘前市 - ヒロロ店（現：さとちょう ヒロロ店）
  - 青森県弘前市大字駅前町9-20（2018年7月閉店。2018年8月佐藤長開店。）
- 平川市 - 平賀店（現：さとちょう 平賀駅前店）
  - 青森県平川市本町北柳田23-5（2019年2月閉店。2019年3月佐藤長運営。）

## 関連会社
- 株式会社佐藤長
- 株式会社川善屋
- 株式会社ルミエール
- 川善建物管理有限会社